# On the Night Stage
Pour plus de détails, voir Fiche technique et Distribution.
On the Night Stage est un film muet américain réalisé par Reginald Barker et sorti en 1915.

## Synopsis
Texas, un voleur de diligences, fait la connaissance de Belle Shields, la fille du saloon, dont il tombe amoureux. Mais celle-ci n'a d'yeux que pour le pasteur Austin, qui la convertit et l'épouse. Texas, désespéré, décide de s'amender.

## Fiche technique
- Titre : On the Night Stage
- Réalisation : Reginald Barker
- Scénario : Thomas H. Ince, d'après une nouvelle de C. Gardner Sullivan
- Photographie : Robert Newhard
- Superviseur : Thomas H. Ince
- Production : Thomas H. Ince pour New York Motion Picture
- Distribution : Mutual Film
- Pays de production :  États-Unis
- Langue : Anglais
- Format : Noir et blanc — 35 mm — 1,33:1 — Muet
- Genre : Film d'aventure, Western
- Durée : 62 minutes (1 h 02)
- Dates de sortie :
  - États-Unis : 25 avril 1915

## Distribution
- William S. Hart : Texas
- Rhea Mitchell : Belle Shields
- Robert Edeson : le pasteur Austin
- Herschel Mayall : Jack Malone
- Tom Chatterton : le conducteur de la diligence
- Shorty Hamilton : l'ami de Texas
- Gladys Brockwell : une fille du saloon
- Clara Williams : une fille du saloon
- Charles K. French
- Leo Willis